# Fromage triple-crème

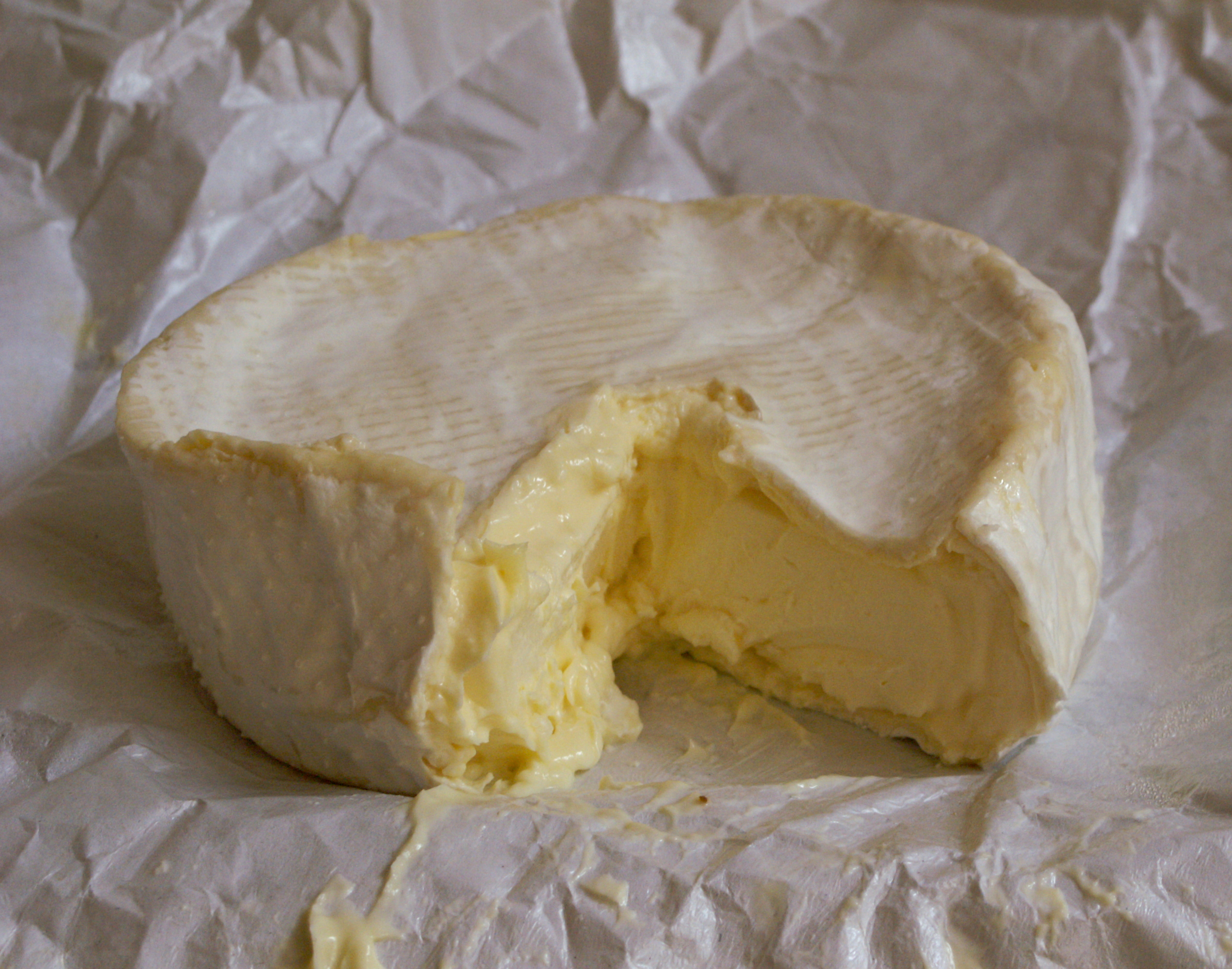
Brillat-Savarin, un fromage triple-crème.

Un fromage triple crème est un fromage ou une spécialité fromagère qui possède un taux de matière grasse très élevé. Les fromages triples crèmes ont un goût riche et crémeux.
Certains fromages triples crèmes sont frais, comme le mascarpone. D'autres sont affinés et à pâte molle, comme le Brillat-savarin ou le Saint André.

## Législation française
En France, en cas de commercialisation, ce type de fromage doit contenir un gras sur sec d'au moins 75 %, c'est-à-dire que la matière grasse représente 75 % de l'extrait sec du fromage. 